# Gottlieb Söhngen
Gottlieb Clemens Söhngen (* 21. Mai 1892 in Köln; † 14. November 1971 in München) war ein deutscher katholischer Priester und Hochschullehrer (Theologie und Philosophie).

## Leben
Nach dem Besuch des Kaiser-Wilhelm-Gymnasiums in Köln studierte Gottlieb Söhngen Theologie und Philosophie in München, Bonn, Köln und Tübingen. Zu seinen Lehrern gehörten Oswald Külpe und Clemens Baeumker, bei dem er 1914 mit der Dissertation Ueber analytische und synthetische Urteile. Eine historisch-kritische Untersuchung zur Logik des Urteils promovierte. 1917 empfing er in Köln die Priesterweihe. 
Von 1924 bis 1930 bekleidete er das Amt eines Geschäftsführers der Albert-Magnus-Akademie in Köln. Im Fach Theologie promovierte er 1930 mit dem Thema Sein und Gegenstand. Das scholastische Axiom ens et verum convertuntur als Fundament metaphysischer und theologischer Spekulation. 
1931 habilitierte er sich an der Universität Bonn mit dem Thema Teilhabe am göttlichen Wissen. Dort lehrte er als Privatdozent bis 1937, wobei er von dem Theologen Arnold Rademacher beeinflusst wurde. Dem Ruf an das Lyceum Hosianum Braunsberg in Ostpreußen folgte er 1937. 
Nach Bonn kehrte er 1946 zurück und nahm eine Gastprofessur an. Danach lehrte Söhngen ab 1947 in München als Professor für Propädeutik und Fundamentaltheologie. Hier versuchte er eine Synthese von der Philosophie der Gegenwart und der Scholastik bezüglich einer Anwendung auf Fragen der Gegenwart. Zu seinen Studenten in München gehörte auch der damalige Priesterseminarist Joseph Ratzinger – der spätere Papst Benedikt XVI. Söhngen und Ratzinger blieben auch später akademisch verbunden, nachdem Ratzinger das Priesterseminar abgeschlossen hatte. So regte Söhngen Ratzingers Doktorarbeit Volk und Haus Gottes in Augustins Lehre von der Kirche an, und auf seine Unterstützung ist es auch zurückzuführen, dass Ratzinger später trotz des heftigen Widerstandes des einflussreichen Fakultätskollegen Michael Schmaus mit der Schrift Das Offenbarungsverständnis und die Geschichtstheologie Bonaventuras habilitiert wurde. 
Am 4. April 1968 verlieh ihm Papst Paul VI. den Päpstlichen Ehrentitel Hausprälat Seiner Heiligkeit.
Söhngen starb am 14. November 1971 in München. Beim Requiem in der Kölner Pfarrkirche St. Agnes predigte sein Schüler Joseph Ratzinger:

„In der Weite seines Denkens lag seine Größe und auch sein Schicksal. Denn wer so umfassend fragt, kann keine geschlossene Synthese vorlegen. Söhngen wußte das; er wußte, daß die Stunde der theologischen Summen noch nicht wieder geschlagen hat. Er wußte, daß er sich mit Fragmenten begnügen mußte. Aber er hat sich immer bemüht, das Ganze im Fragment zu schauen, die Fragmente vom Ganzen her zu denken und als Spiegelungen des Ganzen zu entwerfen. Damit ist zugleich seine geistige Grundhaltung angedeutet: Söhngen war ein radikal und kritisch Fragender. Auch heute kann man nicht radikaler fragen, als er es getan hat. Aber zugleich war er ein radikal Glaubender.“

Söhngen betätigte sich auch als Herausgeber der Schriftenreihe Grenzfragen zwischen Theologie und Philosophie von 1936 bis 1942. Er galt als Kritiker der Neuscholastik.

## Veröffentlichungen (Auswahl)
- Über analytische und synthetische Urteile. Eine historisch-kritische Untersuchung zur Logik des Urteils, Dissertation 1915
- Sein und Gegenstand. Das scholastische Axiom Ens et verum als Fundament metaphysischer und theologischer Spekulation, theologische Dissertation 1930
- Analogia fidei, 2 Bände, 1934
- Symbol und Wirklichkeit im Kultmysterium, 1937
- Der Wesensaufbau des Mysteriums, 1938
- Die Einheit der Theologie in Anselms Proslogion, 1938
- Kardinal Newman. Sein Gottesgedanke und seine Denkergestalt, 1946
- Das sakramentale Wesen des Messopfers, 1946
- Der Geist des Glaubens und der Geist der Wissenschaft, 1947
- Humanität und Christentum, 1947
- Die Einheit in der Theologie, 1952
- Philosophische Einübung in die Theologie. Erkennen, Wissen, Glauben, 1955
- Gesetz und Evangelium. Ihre analoge Einheit theologisch, philosophisch, staatsbürgerlich, 1957
- Der Weg der abendländischen Theologie. Grundgedanken zu einer Theologie des 'Weges' , 1959
- Analogie und Metapher. Kleine Philosophie und Theologie der Sprache, 1962
- Grundfragen einer Rechtstheologie, 1962
- Christi Gegenwart in Glaube und Sakrament, 1967